# Ren Guixin
Ren Guixin (chinesisch 任桂辛, Pinyin Rén Guìxīn; * 19. Dezember 1988 in Baotou, Innere Mongolei) ist eine chinesische Fußballspielerin. Sie war von 2012 bis 2018 A-Nationalspielerin und nahm an der Weltmeisterschaft 2015 teil.

## Karriere

### Vereine
Ren war im Seniorinnenbereich 17 Jahre lang ausschließlich für den Changchun ansässigen Changchun Zhuoyue und ab 2015 durchgängig in der Chinese Women’s Super League aktiv. Im Spieljahr 2019 sind 14 Punktspiele dokumentiert. Mit dem Ende des Jahres 2020 beendete sie ihre Spielerkarriere.

### Nationalmannschaft
Ren bestritt für den CFA in sieben Jahren 104 A-Länderspiele, in denen sie 13 Tore erzielte. Ihr Debüt gab sie am 28. Mai 2012 in Chester bei der 1:4-Niederlage im Freundschaftsspiel gegen die US-amerikanische Nationalmannschaft; diesem folgten weitere 41 in Freundschaft ausgetragene A-Länderspiele. Ihr erstes A-Länderspieltor gelang ihr am 7. März 2013 beim 1:1-Unentschieden gegen die Nationalmannschaft Schwedens im ersten Spiel der Gruppe B im Turnier um den Algarve-Cup mit dem Treffer zur 1:0-Führung in der 32. Minute.
Mit der Mannschaft nahm sie an der vom 6. Juni bis zum 5. Juli 2015 in Kanada ausgetragenen Weltmeisterschaft teil, bestritt alle drei Spiele der Gruppe A sowie das Achtelfinale (1:0 vs. Kamerun) und das Viertelfinale (0:1 vs. USA).
Sie bestritt ferner 18 Spiele im Turnier um den Algarve-Cup 2013 (1. und 2. Spiel Gruppe B), 2014 (1. bis 3. Spiel Gruppe A und Spiel um Platz 5), 2015 (1. bis 3. Spiel Gruppe A und Spiel um Platz 11), 2017 (1. bis 3. Spiel Gruppe C und Spiel um Platz 9), 2018 (1. bis 3. Spiel Gruppe 1 und Spiel um Platz 11) und zwölf bei ihren sechs Teilnahmen am Vier-Nationen-Turnier 2013 (16. Januar), 2014 (11., 13. und 15. Februar), 2016 (20., 22. und 24. Oktober), 2017 (19., 21. und 24. Januar), 2017 (19. Oktober), 2018 (8. Oktober).
Bei den Asienmeisterschaften war sie mit ihrer Mannschaft 2014 (vier Spiele) und 2018 (fünf Spiele) vertreten. Bei der ersten Teilnahme in Vietnam war sie mit ihrer Mannschaft der Nationalmannschaft Japans am 22. Mai mit 1:2 n. V. unterlegen, das zweite Turnier in Jordanien wurde auf Platz 3 – nach dem 2:1-Sieg über die Nationalmannschaft Südkoreas am 25. Mai – abgeschlossen.
Bei den Ostasienmeisterschaften bestritt sie zunächst im Jahr 2013 die letzten beiden Spiele der zweiten Qualifikationsrunde, anschließend die letzten beiden Spiele der Endrunde. Zwei Jahre später wurde sie in allen drei Spielen der Endrunde berücksichtigt, wie auch im ersten und dritten Spiel der Endrunde 2017.
Im Fußballturnier im Rahmen der in Südkorea ausgetragenen Asienspielen 2014 wurde sie am 18., 22. und 26. September eingesetzt. Im Fußballturnier im Rahmen der in Indonesien ausgetragenen Asienspielen 2018 wurde sie einzig am 20. August im zweiten Spiel der Gruppe 2, beim 16:0-Sieg über die Nationalmannschaft Tadschikistan eingesetzt.
Des Weiteren bestritt sie alle fünf Spiele der 3. Qualifikationsrunde für die Teilnahme am olympischen Fußballturnier 2016; als zweitplatzierte Mannschaft hinter der Nationalmannschaft Australiens. Ihr letztes A-Länderspiel fand am 18. August 2018 in Yongchuan statt und wurde im Freundschaftsspiel gegen die Nationalmannschaft Thailands mit 2:0 gewonnen, wobei sie sich mit dem Treffer zum Endstand in der 15. Minute noch einmal belohnte.

## Erfolge
Nationalmannschaft
- Vier-Nationen-Turnier-Siegerin: 2014, 2016, 2017, 2018
- Silbermedaille Asienspiele 2018